# Clearfield (Iowa)
Pour les articles homonymes, voir Clearfield.
Clearfield est une ville des comtés de Ringgold et Taylor, en Iowa, aux États-Unis. Elle est fondée en 1881 et  incorporée le 16 décembre 1882.

## Source de la traduction
- (en) Cet article est partiellement ou en totalité issu de l’article de Wikipédia en anglais intitulé « Clearfield, Iowa » (voir la liste des auteurs).